# Rafael Trujillo

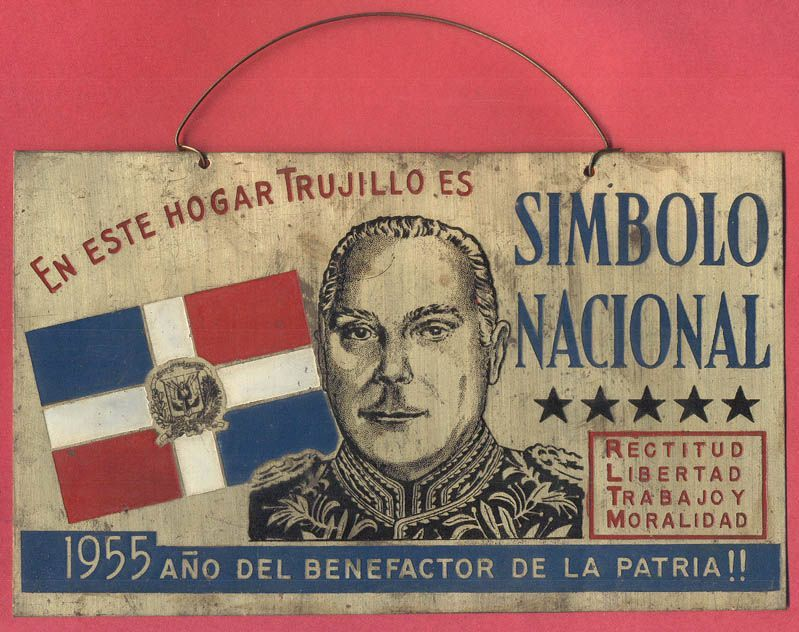
Trujillova propaganda: „V tomto domě je Trujillo symbolem národa. Spravedlnost, svoboda, práce a mravnost. 1955 – rok dobrodince vlasti!!“

Rafael Trujillo Molina Leónidas (24. října 1891 – 30. května 1961 Santo Domingo) byl diktátor vládnoucí v Dominikánské republice od roku 1930 do jeho vraždy v roce 1961. Oficiálně vládl jako prezident mezi lety 1930–1938 a opět v letech 1942–1952, mimo těchto období měl moc v rukou jako hlavní vojenský velitel. Jeho vláda se považuje za jednu z nejkrvavějších v novodobé historii Latinské Ameriky a přisuzuje se jí více než 50 000 obětí.

## Životopis
Narodil se v San Cristobal v početné a poměrně chudé rodině. Ukončil pouze základní školu a následně získal zaměstnání jako telegrafista. Když roku 1916 začala vojenská okupace Dominikánské republiky Spojenými státy americkými, Trujillo se přihlásil do Američany formovaných milic, tzv. Národní gardy, která měla pomáhat udržovat americké námořní pěchotě v zemi pořádek. V Národní gardě měl rychlý kariérní postup a brzy ho američtí velitelé povýšili na generála. Při odchodu amerických vojsk ze země v roce 1924 již byl hlavním velitelem celé Národní gardy. Absolutní moci se ujal krátce nato, v roce 1930, kdy jako prezidentský kandidát získal až 95% hlasů. Přestože se už tehdy ukázalo, že volby byly zfalšovány, Trujillo si s podporou USA a své Národní gardy definitivně upevnil moc.
Již krátce po své inauguraci uplatňoval rozsáhlé represe proti svým politickým odpůrcům a začal si kolem sebe budovat silný kult osobnosti. Nechal po sobě přejmenovat hlavní město Santo Domingo na Ciudad Trujillo a nejvyšší horu země Pico Duarte na Pico Trujillo. Po celé zemi byly stavěny jeho sochy a před vstupem do každého kostela musel být umístěn nápis: „Bůh na nebi, Trujillo na zemi.“
Brutální násilí proti skutečným nebo domnělým členům jakékoli opozice bylo klíčovým rysem Trujillovy vlády od raného počátku. Mučení a vraždy, které vykonávala jeho tajná policie, byly na denním pořádku. Některé případy vzbudily i zvýšenou mezinárodní pozornost, jako například „zmizení“ spisovatele Jesúse Galindeze či vražda tří známých aktivistek, sester Mirabalových. Ačkoli Trujillo podporoval imigraci bílého evropského obyvatelstva do země (přijímal např. židovské uprchlíky během 2. světové války), proti černému obyvatelstvu pocházejícímu především ze sousedního Haiti zavedl politiku silné rasové diskriminace. V této souvislosti se udál jeho nejhorší zločin, známý jako Petrželový masakr, při kterém dal v průběhu jediného týdne v říjnu 1937 v pohraniční oblasti s Haiti povraždit přes 20 000 haitských přistěhovalců. Vojáci měli na Trujillovo doporučení ukazovat lidem petržel a zeptat se, co to je. Kdo neuměl správně vyslovit španělské slovo perejil byl okamžitě označen za Haiťana (kteří hovořili většinou kreolsky) a byl zavražděn.
Dlouho byly Trujillovým největším zahraničním podporovatelem USA, které ho vnímaly jako významného spojence v boji proti komunismu. Ke konci 50. let však vztahy k jeho režimu ochladly, protože si americká vláda jednak uvědomila, že ji vztahy s brutálním diktátorem v očích mezinárodního společenství diskreditují, jednak se také obávala, že by vzrůstající nenávist vůči jeho represivnímu režimu mohla vyvolat lidovou vzpouru, při níž by mohli v zemi převzít moc komunisté (podobně jako předtím na Kubě).
Trujillo zahynul v noci 30. května 1961, kdy byla na jeho auto projíždějící ulicemi hlavního města spuštěna palba ze dvou jiných automobilů. Atentát zorganizovala skupina Trujillovych vlastních vysokých důstojníků a bývalých spolupracovníků. Jak se později ukázalo, postupovali s výraznou podporou CIA. Krátce po atentátu se vlády ujal Trujillův syn Ramfis, který začal organizovat brutální represe jako odplatu za otcovu smrt (většina účastníků atentátu je nepřežila), ale na nátlak USA po několika měsících zemi opustil.